# Branchiplicatus cupreus
Branchiplicatus cupreus är en ringmaskart som beskrevs av Pettibone 1985. Branchiplicatus cupreus ingår i släktet Branchiplicatus och familjen Polynoidae. Inga underarter finns listade i Catalogue of Life.